# Verband der europäischen Motorradhersteller
Der Verband der europäischen Motorradhersteller (ACEM) (franz. Association des Constructeurs Européens de Motocycles, engl. European Association of Motorcycle Manufacturers) vertritt die Interessen der Hersteller von motorisierten Zweirädern, Motorrädern und Motorrollern in Europa. Der Sitz ist in Brüssel, amtierender Präsident ist der Italiener Michele Colaninno.
Der ACEM ist Gegenstück zum europäischen Automobilherstellerverband Association des Constructeurs Européens d’Automobiles (ACEA) bzw. zur Fédération Internationale de Motocyclisme (FIM) im Motorradrennsport.

## Mitglieder
- BMW Motorrad
- Bombardier Recreational Products
- Ducati Motor Holding
- Harley-Davidson Europe
- Honda Motor Europe
- Kawasaki Heavy Industries Kawasaki Motors Europe
- Kymco
- KTM AG
- MV Agusta
- Peugeot Motocycles
- Piaggio Group
- Polaris Industries
- Qooder, Schweizer Hersteller eines vierrädrigen, kippbaren Straßenfahrzeuges
- Royal Enfield
- Suzuki
- Triumph Motorcycles
- Yamaha Motor Europe
- Zero Motorcycles